# Bernhard Jülg
Bernhard Jülg (auch: Bernhard Juelg, * 20. August 1825 zu Ringelbach in Baden; † 14. August 1886 in Innsbruck) war ein deutscher Sprachforscher.

Büste des Sprachforschers Bernhard Jülg von Heinrich Fuss

## Leben
Bernhard Jülg studierte zu Berlin und Heidelberg. Er wurde 1851 als außerordentlicher Professor der klassischen Philologie nach Lemberg, 1853 als ordentlicher Professor nach Krakau berufen und wirkte seit 1863 in gleicher Eigenschaft in Innsbruck. 
Besonders auf den Gebieten der vergleichenden Sprach- und Sagenforschung, wobei er neben dem Sanskrit auch die ostasiatischen Sprachen ins Auge fasste, hat er sich große Verdienste erworben. Er wies 1868 als erster auf motivische Parallelen zwischen dem mongolischen Gesar-Epos und griechischen Heldensagen hin.

## Schriften
- Neubearbeitung von  Vaters „Litteratur der Grammatiken, Lexika und Wörterbücher aller Sprachen der Erde“ (Berlin 1847)
- Kalmückische Märchen. Die Märchen des Siddhi-Kür oder Erzählungen eines verzauberten Toten. Kalmükischer Text, mit deutscher Übersetzung und einem kalmükisch-deutschen Wörterbuch. Leipzig. (Leipzig 1866)
- Mongolische Märchen-Sammlung. Die neun Märchen des Siddhi-Kür nach der ausführlichen Redaction und die Geschichte des Ardschi-Bordschi Chan. Mongolisch mit deutscher Übersetzung und kritischen Anmerkungen. Innsbruck. [reprinted Darmstadt 1973]
- ber Wesen und Aufgabe der Sprachwissenschaft (Innsbruck 1868)
- Die griechische Heldensage im Widerschein bei den Mongolen (Leipzig 1869)
- On the present state of Mongolian researches (London 1882)